# Silniční ekologie
Silniční ekologie je vědní obor, který zkoumá vliv silnic a dálnic na životní prostředí a ekosystémy. Tyto vlivy mohou zahrnovat účinky jako je hlukové znečištění, znečištění vody, znečištění ovzduší, ničení/narušování životního prostředí živočichů. Řeší také širší environmentální dopady dopravy, jako je fragmentace biotopů, degradace ekosystémů a změna klimatu v důsledku emisí z vozidel.
Vliv silnic se může lišit dle jejich návrhu, způsobu výstavby a dle způsobu jejich spravování. Je známo, že silnice způsobují značné poškození lesů, prérií, vodních toků a mokřadů. Kromě přímé ztráty biotopů v důsledku vzniku silnice a srážek zvířat, silnice mění vodní toky, zvyšují hluk, jsou zdrojem vodního a vzduchové znečištění a vytvářejí rušivé vlivy, které mění druhové složení okolní vegetace, čímž se zmenšuje životní prostředí původních živočichů. Silnice také působí jako bariéry bránící pohybu zvířat.

## Kvalita ovzduší

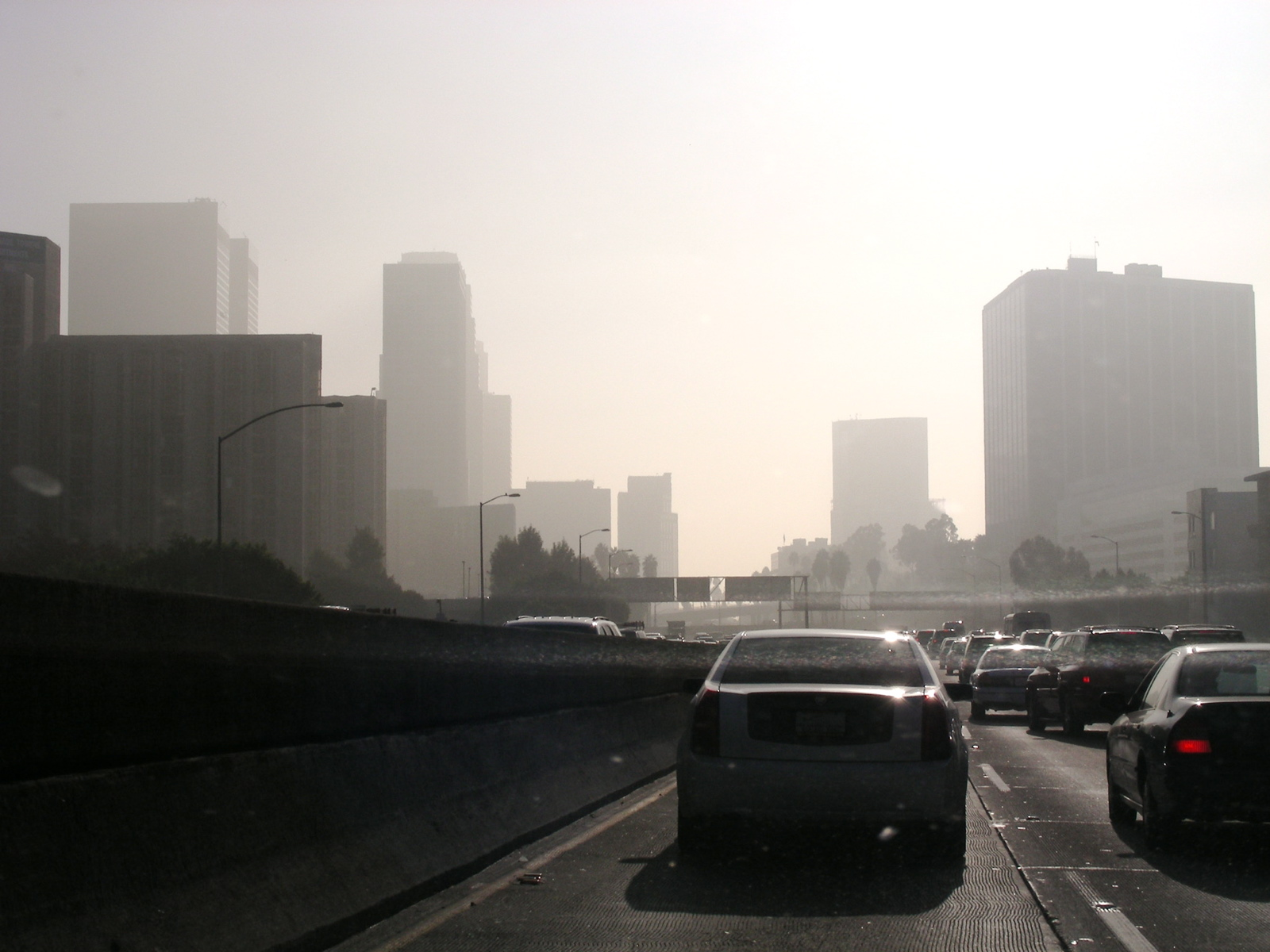
Smog a znečištěné ovzduší na dálnici Pasadena Highway v centru Los Angeles

Silnice mohou mít na kvalitu ovzduší jak negativní, tak pozitivní vliv. Znečištění ovzduší způsobené vozidly poháněnými fosilními palivy (a některými biopalivy) se může vyskytovat všude, kde se vozidla užívají, a je zvláště znepokojivé v městských částech s vysokou koncentrací vozidel. Emise, také označované jako výfukové plyny, zahrnují emise částic z dieselových motorů, oxidy dusíku, těkavé organické látky, oxid uhelnatý a různé další nebezpečné látky znečišťující ovzduší, včetně benzenu. Koncentrace látek znečišťujících ovzduší a nepříznivé účinky na dýchací systém jsou vyšší v blízkosti silnic než v určité vzdálenosti od nich. Prach z vozidel může vyvolat alergické reakce. Oxid uhličitý (CO2) není pro člověka toxický, ale je významným skleníkovým plynem a emise motorových vozidel významně přispívají ke zvyšování koncentrací CO2 v atmosféře, a tím i ke globálnímu oteplování. Výstavba nových silnic, které odklánějí dopravu z obydlených oblastí, může přinést vnímatelné zlepšení kvality ovzduší v původní oblasti. Nové silnice však obvykle vedou k celkovému zvýšení emisí v důsledku indukce poptávky.

## Hluk
Provoz motorových vozidel na silnicích způsobuje hluk v širokém spektru frekvencí, který může mít vliv na lidi i zvířata. Hluk z silnic může být obtěžující, pokud zasahuje do obydlených oblastí, zejména u silnic s vyššími rychlostmi, v blízkosti křižovatek a stoupání.
Hlukové znečištění je faktor zhoršování životního prostředí, který je často přehlížen a obvykle považován za bezvýznamný, ačkoli hluk z dopravy může přispívat k četným narušením života volně žijících živočichů. Bylo provedeno mnoho o vlivu hluku na volně žijící zvířata. Zvuky vydávané motory a větrem nad pohyblivými částmi vozidel i vibrace přenášené vzduchem a zemí při průjezdu vozidel se mohou překrývat s frekvenčními rozsahy a amplitudami, které zvířata používají ke komunikaci.
Několik studií odhalilo, že hluk může mít negativní vliv, zejména na ptáky. Hluk z dopravy je zřejmě příčinou toho, že se ptákům zkracují telomery, části chromozomů, jejichž poškození vede k poškození buněk a ve výsledku k rychlejšímu stárnutí. Hluk z hlavních silnic také může rušit nebo narušovat zpěv ptáků a jejich instinktivní volání spojené s páření, komunikací, migrací aj. Ptáci ve městech, kteří jsou vystaveni dopravnímu hluku, zpívají písně s vyšší frekvencí, což zvyšuje amplitudu jejich zpěvu, aby byli přes hluk lépe slyšet. Jedna studie neprokázala přímo smrtelný účinek na testované ptáky, ale ukázala, že početnost druhů v okolí hlavních silnic v důsledku hluku poklesla. Hluk může také změnit chování některých druhů. Ptáci mohou trávit více času vizuálním sledováním okolí, aby zahlédli predátory, protože zvukové signály a poplašné signály jiných druhů jsou hlukem přehlušeny. Snížení času stráveného krmením může snížit průměrnou tělesnou hmotnost ptáků žijících v blízkosti silnic, což má přímý negativní vliv na jejich přežití. Chronická expozice dopravnímu hluku narušuje schopnost ptáků reagovat na jiné běžné stresové podněty tím, že snižuje hladinu kortikosteronu vyvolaného stresem (měřítko toho, jak silně organismus reaguje na stresor). To může být životu nebezpečné, pokud ptáci nejsou schopni adekvátně reagovat na stresový podnět, jako je například predátor. V hlučném prostředí jsou mláďata méně ochotná žebrat o potravu, když přilétají jejich rodiče, protože hluk z dopravy přehlušuje zvuky jejich příchodu. Tento efekt může snížit frekvenci krmení, což vede ke zmenšení velikosti mláďat a snížení jejich šance na přežití po opuštění hnízda. Mláďata vystavená hluku mohou také trpět sníženou imunitní funkcí.

## Hydrologie
Voda odtékající z vozovek a jiných nepropustných povrchů je významným zdrojem znečištění vody. Dešťová voda a tající sníh stékající z vozovek mají tendenci zachycovat benzín, motorový olej, těžké kovy, odpadky a mikroplasty. Odtok z vozovek je významným zdrojem niklu, mědi, zinku, kadmia, olova a polyaromatické uhlovodíky (PAU), které vznikají při spalování jako vedlejší produkty benzínu a jiných fosilních paliv. Pneumatiky mohou za přibližně polovinu mikroplastů ve vodě a půdě. Částečky, které se z nich uvolňují, znečišťují vodní ekosystémy, a to nejen samotnými částice mikroplastů, ale takétoxickými přísadami, které se z nich vyplavují. Patří mezi ně těžké kovy, ale také organických látek, jako je antioxidant 6-PPD.
Chemické rozmrazovací prostředky mohou stékat do příkopů, kontaminovat podzemní vodu a znečišťovat povrchové vody. Soli používané na silnice (především chloridy sodíku, vápníku nebo hořčíku) mohou být toxické pro citlivé rostliny a živočichy. Zimní posyp může měnit prostředí koryt vodních toků, což způsobuje stres rostlinám a živočichům, kteří v nich žijí. Několik studií zjistilo výrazný rozdíl ve fyzikálních vlastnostech vod v povodích nebo vodních systémech v bezprostřední blízkosti silnic ve srovnání s vodami v prostředí vzdálenějším od studovaných silnic. Chemikálie používané k odmrazování, sůl, chloridy a živiny přinášené částicovým znečištěním, jako je dusík (N) a fosfor (P), mohou v přilehlých vodních tocích vyvolat trofické kaskády.

### Chemikálie používané k odmrazování
Chemikálie používané na silnicích spolu s posypovým materiálem pro odmrazování jsou především sůl a chlorid vápenatý. Používají se také jiné chemikálie jako např. močovina. Tyto chemikálie se z povrchu silnic dostávají buď s odtokovou vodou, nebo ve vodní mlze. Kromě bioakumulace těžkých kovů v přilehlých rostlinách může být vegetace poškozena solí až do vzdálenosti 100 m od silnice. Studie prokázaly negativní vliv na populační dynamiku skokana lesního. Když byli pulci chováni v přítomnosti většiny chemikálií používaných k odmrazování, snížila se míra jejich přežití a změnil se poměr pohlaví dospělců.
Zvýšená hladina chloridů ve vodě v důsledku používání soli na silnicích může být rozšířeným jevem ve vodních tocích, nikoli lokálním jevem na okraji silnice.

## Dopady na volně žijící živočichy

### Fragmentace biotopů

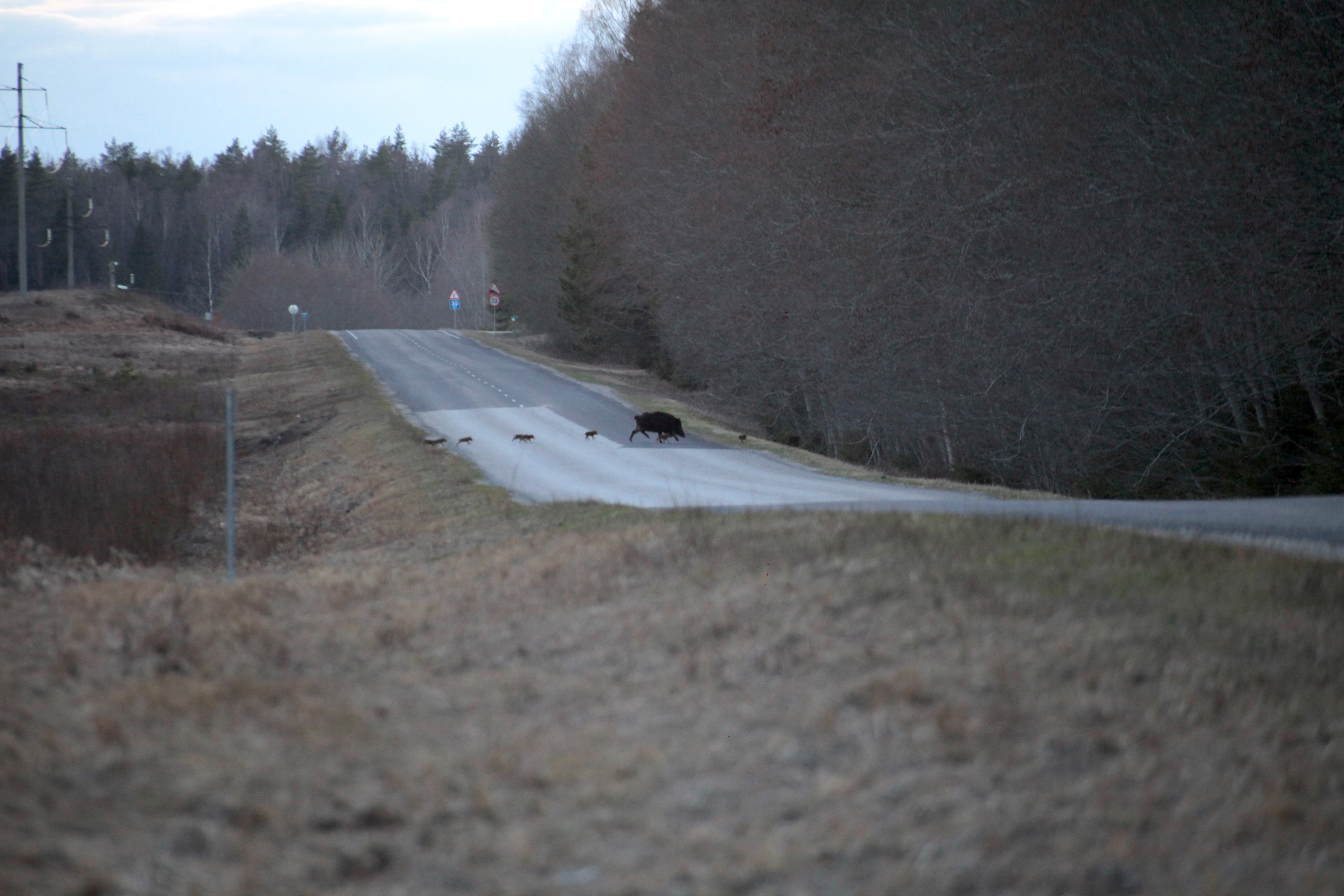
Prase divoké s mláďaty přecházející silnici.

Silnice mohou působit jako bariéry nebo filtry pro pohyb zvířat a vést k fragmentaci biotopů. Mnoho druhů zvířat nepřekročí otevřený prostor silnice kvůli hrozbě predace. Silnice také způsobují zvýšenou úmrtnost zvířat v důsledku dopravy. Tento bariérový efekt může bránit druhům v migraci a opětovném osídlení oblastí, kde daný druh lokálně vyhynul, a také omezovat přístup k sezónně dostupným nebo široce rozptýleným zdrojům.
Fragmentace biotopů může také rozdělit velké souvislé populace na menší, izolovanější populace. Tyto menší populace jsou náchylnější ke genetickému driftu, inbreedingové depresi a zvýšenému riziku úbytku populace a vyhynutí. To, zda se tento efekt projeví, závisí do značné míry na velikosti a mobilitě daného druhu a na prostorovém rozsahu fragmentace. Fragmentace neovlivňuje všechny druhy stejným způsobem. Silnice jsou pro některé organismy propustnou bariérou, pro jiné nepropustnou.

### Obojživelníci a plazi
Silnice mohou být obzvláště nebezpečné pro populace obojživelníků a plazů, kteří migrují do jarních tůní. Instinktivní chování plazů je může vést k silnicím a ke zvýšení úmrtnosti. Například hadi mohou silnice využívat jako zdroj tepla pro termoregulaci. Bylo také zaznamenáno, že některé želvy kladou vejce na krajnice silnic. Migrační vzorce v jednotlivých ročních obdobích mohou také přivést žáby a hady do kontaktu se silnicemi a vést ke zvýšení jejich úmrtnosti.

### Ptáci
Až 10% populace ptáků a netopýrů umírá ročně na silnicích při srážkách s auty. Dopravní zatížení v blízkosti velkých měst může vykazovat dramatické cyklické změny vyvolané víkendovým turismem, což může vyvolat cyklické změny v aktivitě ptáků. Výstavba silnic může také vést k tomu, že ptáci budou vyhýbat určitým místům, protože je považují za méně obyvatelná (kvůli zvýšení hluku a chemického znečištění). Určité populace ptáků se pak mohou omezit na menší obyvatelná místa, což vede ke zvýšení pravděpodobnosti vyhynutí v důsledku nemocí nebo narušení životního prostředí.

### Usnadnění pytláctví flóry a fauny
Silnice mohou podporovat nebo usnadňovat pytláctví. Zejména v chudých oblastech vedla výstavba silnic nejen k pytláctví pro osobní spotřebu, ale také k prodeji zvířat (na maso nebo jako domácí mazlíčci) třetím stranám. Podobně i výstavba silnic v lesnatých oblastech podpořila nelegální těžbu dřeva, protože nelegálním dřevorubcům usnadňuje přepravu dřeva.

## Opatření ke zmírnění dopadů

### Osvěta

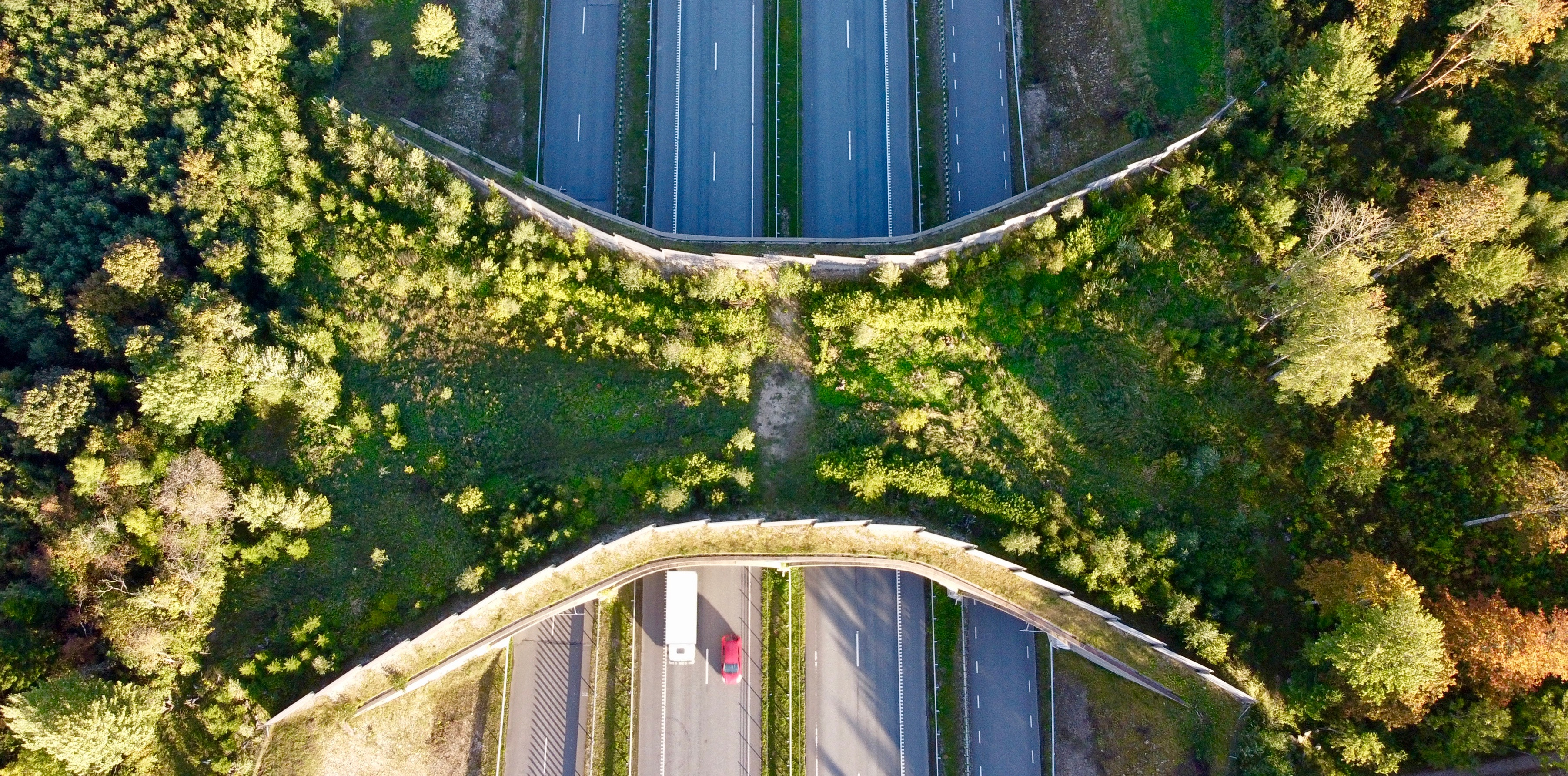
Ekodukt v Estonsku

Je třeba zvýšit povědomí řidičů, zejména těch, kteří jezdí po lesních silnicích, o dodržování rychlostních limitů a o nutnosti být ostražití. Skupina na ochranu životního prostředí Environment Conservation Group zahájila osvětovou kampaň s názvem PATH (zkratka pro Provide Animals safe Transit on Highways, tj. Bezpečný průchod zvířat přes silnice), která pokrývá více než 17 000 km v Indii a zdůrazňuje význam bezpečného řízení na lesních silnicích.

### Propustnost silnic
Ekodukty – speciální přechody pro divoká zvířata, umožňují zvířatům bezpečně překonat umělé překážky, jako jsou silnice. Mají za cíl nejen snížit počet sražených zvířat, ale v ideálním případě také propojit biotopy a zabránit jejich fragmentaci. Přechody pro divoká zvířata mohou zahrnovat: podchody, viadukty a nadjezdy.

### Stavba zábran
Ochránci přírody se snaží ochránit žáby a čolky, kteří na jaře táhnou k vodním plochám, stavbou dočasných bariér. Bariéry se instalují podél vybraných úseků silnic a mají obojživelníky navést na místa, kde se mohou bezpečně dostat na druhou stranu silnice. V případě absence takového místa se u zábran instalují lapací pasti, do kterých jsou obojživelníci zachytáváni a následně jsou každý den přenášeni na druhou stranu komunikace. Jedná se však o náročnou variantu.

### Výstavba biotopů a výsadba rostlin
Ve Spojených státech v okrese Washington County v Severní Karolíně podél dálnice 64 byla provedena studie zaměřená na analýzu vlivu podchodů pro volně žijící zvířata na místní faunu. Ve studovaných oblastech byly kolem dálnice postaveny tři podchody pro volně žijící zvířata s oplocením. Studie ukázala, že podchody nejvíce využívali jeleni, kteří tvořili 93 % všech přechodů. Byla vypočítána úmrtnost, která ukázala, že počet úmrtí byl v blízkosti podchodů nižší. To však nelze říci o všech zvířatech. Některá mají menší domovské území, takže neměla tendenci cestovat k podchodům, aby přejela silnici. Podchody by pravděpodobně prospěly větším savcům, jako jsou medvědi, jeleni a pumy. Bylo zjištěno, že podchody snižují úmrtnost a zvyšují schopnost místních druhů přizpůsobit se biotopu podél hlavní silnice.
Konstrukční prvky, jako jsou oplocení nebo zdi podél silničních mostů, mohou ptáky a netopýry přimět létat výše nad silnicemi nebo pod mosty, což snižuje riziko srážky s vozidly. Některá zvířata, například ptáci, jsou v určitých obdobích roku, například v období rozmnožování, náchylnější k rušení.

### Související odkazy
- Ekodukt
- Sražené zvíře